# Hymn Libii
Libia, Libia, Libia (arab. ليبيا ليبيا ليبيا) − hymn Królestwa Libii od momentu odzyskania niepodległości w 1951 roku do momentu obalenia króla Idrisa I przez Muammara Kaddafiego w 1969 roku i proklamowania republiki arabskiej. Przywrócony do rangi hymnu państwowego po obaleniu Wielkiej Arabskiej Libijskiej Dżamahirijji Ludowo-Socjalistycznej w 2011 roku.
W czasach rządów Kaddafiego jako hymn obowiązywał utwór Allāhu Akbar.

## Tekst
| ليبيا ليبيا ليبيا (arabski) | Libiya, Libiya, Libiya (Transliteracja) |
| --- | --- |
| يا بلادي بجهادي وجلادي ادفعي كيد الأعادي واسلمي اسلمي طول المدي إننا نحن الفدا ليبيا ليبيا ليبيا يا بلادي أنت ميراث الجدود لارعى الله يداً تمتد لك فاسلمي، إنا -على الدهر- جنود لا نبالي إن سلمت من هلك وخذي منا وثيقات العهود إننا يا ليبيا لن نخذلك لن نعود للقيود قد تحررنا وحررنا الوطن ليبيا ليبيا ليبيا جرّد الأجداد عزماً مرهفاً يوم ناداهم منادٍ للكفاح ثم ساروا يحملون المصحفا باليد الأولى، وبالأخرى سلاح فإذا في الكون دين وصفا وإذا العالم خير وصلاح فالخلود للجدود إنهم قد شرفوا هذا الوطن ليبيا ليبيا ليبيا يا ابن ليبيا، يا ابن آساد الشرى إننا للمجد والمجد والمجدُ لنا مذ سرونا حمد القوم السرى بارك الله لنا استقلالنا فابتغوا العلياء شأواً في الورى واستعدوا للوغى أشبالنا للغلاب يا شباب إنما الدنيا كفاح للوطن ليبيا ليبيا ليبيا | Yā biladī yā biladī Bijihādī wajiladī Idfa'ī kaydal a'adi wa-l'awadi Wāslamī islamī islamī Islamī ṭūla-lmada Innanā naḥnu-lfidā Lībiyā Lībiyā Lībiyā Yā biladī anti Mīrāthu-ljudūd La ra'Allahu yadān tamtaddu lak Fāslamī innā 'aladdahri junūd La nubālī in salimti man halak Wakhudī minnā wathīqāti-l'uhūd Innanā yā lībiyā lan nakhdilak Lan na'ud lil quyud Qadd taḥarrarnā waḥarrarnā-lwaṭan Lībiyā Lībiyā Lībiyā Jurrudal-ajdādu ‘azmān murhafā Yawma nādāhum munādi-lilkifāḥ Thumma sārū yaḥmilūna-lmuṣḥafā Bīlyadi-l.ūlā wabī-l.ukhrā-ssilaḥ Fa.iðā fī-l'kawni dīnun waṣafā Wa.iðā-l‘ālamu khayrun waṣalaḥ Fālkhulūd … liljudūd Innahum qad sharrafū haðā-lwaṭan Lībiyā Lībiyā Lībiyā Huyya idrīsu salilu-lfātihīn Innahu fī Lībiyā ramzu-ljihād Ḥamala-lrāyata fīnā bīlyamīn Wataba'anāhu litaḥrīri-lbilād Fānthanā bīlmulki walfatḥi-lmubīn Warakaznā fawqa hāmāti-lnijād Rāyatan hurratan Ẓallalat bīl'azi arjā al-waṭan Lībiyā Lībiyā Lībiyā Yā bna Lībiyā yā bna āsāda-ššarā Innanā lilmajdi walmajdu lanā Muð sarawnā ḥamida-lqawmu-ssurā Bārkallahu lanā istaqlalanā Fābtaġū-l'alyā ashā.wan fī-lwarā Wāsta'iddū lilwaġā ashbālanā Lil ġilab ... yā šabāb innamā-ddunyā kifāḥu lilwaṭan Lībiyā Lībiyā Lībiyā |

### Tłumaczenie polskie[2]
Refren:
O kraju mój! 
Moim trudem i cierpliwością 
Odpędź wrogów i nieszczęścia, i trwaj! 
Przetrwaj wszystko, bo myśmy Twą ostoją, Libio! 
I.
O kraju mój! Tyś dziedzictwem przodków. 
Niech Bóg odtrąci każdą dłoń, co Ciebie zechce skrzywdzić. 
Trwaj! Nam, żołnierzom Twoim na wieki, 
jeśli tylko Ty przetrwasz, nie szkoda nikogo. 
Tobie uroczyście przysięgamy, 
że my, Libio, nigdy Cię nie zawiedziemy. 
W okowy nie wrócimy, 
oswobodzeni zostaliśmy, i wyzwoliliśmy naszą ojczyznę, 
Libię, Libię, Libię. 
Refren
II.
Nasi przodkowie unosili miecz, gdy trud ich wzywał. 
Ze świętym Koranem w jednym ręku, 
a w drugim z mieczem walczyli, 
by światu dać religię, pokój i dobrobyt, 
im wieczność. 
Naszej ojczyzny jedność zbudowali 
Libii, Libii, Libii. 
Refren
III.
Synu Libii, synu dzikich lwów, 
My dla chwały, a chwała dla nas. 
Od początku naszej walki, wszystkie narody z nami były.
Niech Bóg chroni naszej niepodległości. 
Wielkości szukajcie, 
i do walki bądźcie gotowi, 
młodzi nasi. 
Życie to wojna o chwałę ojczyzny naszej 
Libii, Libii, Libii.